# آنکیسور
آنکیسور (به انگلیسی: Anchisaurus) نام سرده ای از راسته خزنده‌کفلان و زیر راسته خزنده پاریختان است. سنگواره این گونه، متعلق به دوره ژوراسیک پیشین و اشکوب هتاجین و سینمورین بوده و بقایای آن در شمال شرقی ایالات متحده یافت شده‌است. نام آنکیسور از واژه یونانی ''αγχι" (آنکی) -anchi به معنی ''نزدیک"+''σαυρος'' (سوروس)-sauros به معنی "سوسمار" گرفته شده‌است. در ابتدا از آنکیسور به عنوان جایگزینی برای " Amphisaurus " شناخته شده بود. که خود نام جایگزینی گونه برای " Megadactylus" در نظر گرفته شده بود. بعدها مشخص شد که هر دو گونه‌هایی از آنکیسور هستند.

## کشف و نامگذاری

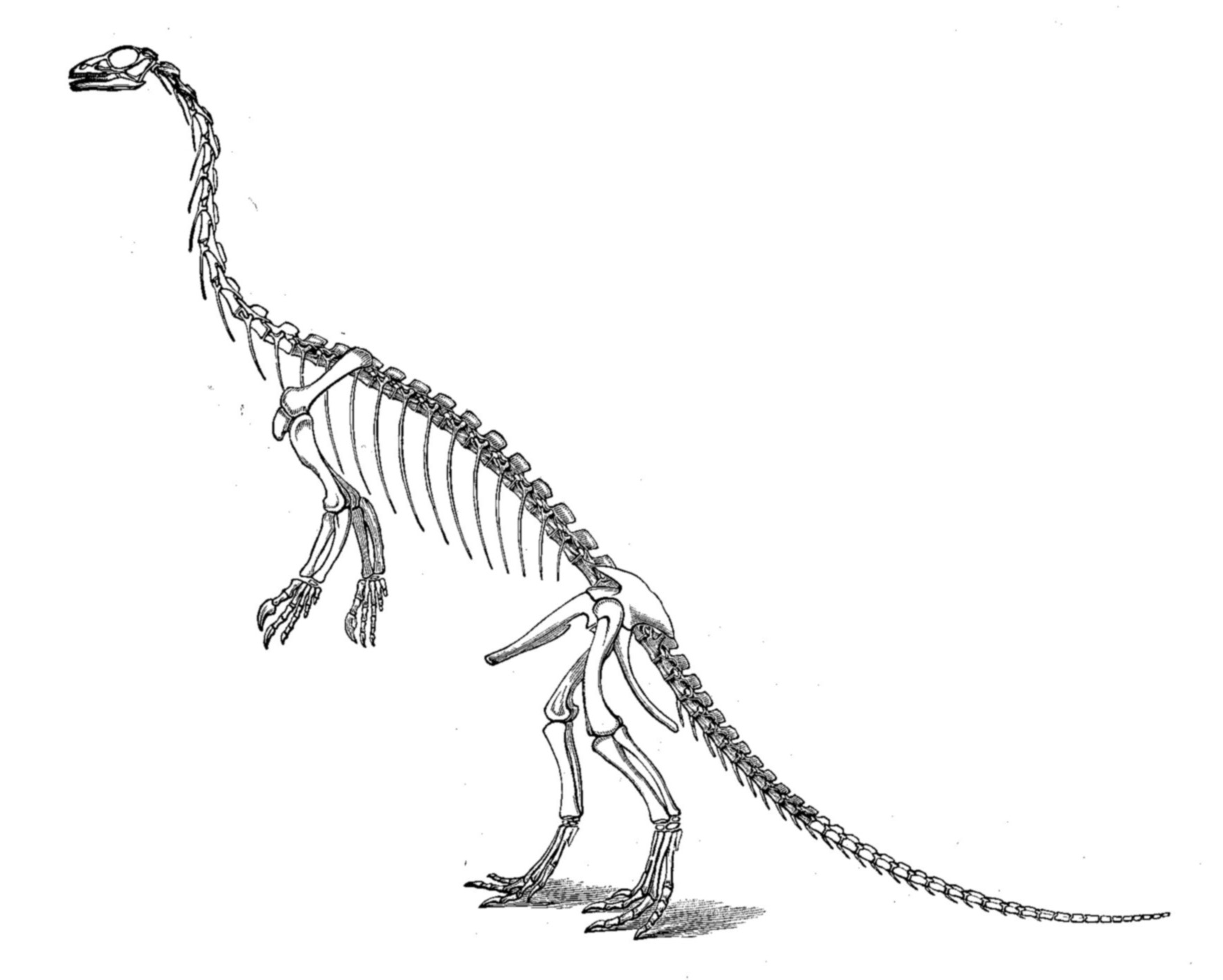
(ترمیم اسکلت آنکیسور توسط مارش.

بقایای خزنده‌پاریختان اولین بار در سال ۱۸۱۸ در آمریکای شمالی کشف شد. هنگامی که تعدادی از بقایا توسط آقای سلیمان السورث جونیور هنگام حفاری چاه با باروت در ویندزور شرقی، کنتاکی آمریکا یافت شد، تصور می‌شد که استخوان‌ها ممکن است استخوان‌های انسان باشد. اما وجود مهره‌های دم و کمر، این تصور را نقض می‌کرد. اکنون به عنوان نمونه‌های یک خزنده پاریخت نا آشنا شناخته می‌شوند، و احتمالاً هم نیای نزدیکی با پلاتوسورها داشتند
در سال ۱۸۵۵، بقایای آ. پولیزلوس، توسط ویلیام اسمیت در اسپرینگفیلد، ماساچوست در هنگام حفاری انفجاری برای چاه آب یافت شد. متأسفانه، هر دو نمونه به دلیل انفجار در محل ساختمانی که در آن پیدا شده بودند، به شدت آسیب دیدند و بسیاری از استخوان‌ها یا توسط کارگران به‌طور تصادفی دور ریخته شد، یا توسط اشخاص علاقه‌مند نگهداری شد. در نتیجه، این سرده، تنها باید از بقایای ناقص تشخیص داده می‌شد.
در سال ۱۸۶۳، ادوارد هیچکاک جونیور، توضیح داد که بقایای کشف شده در اسپرینگ فیلد، می‌توانند نوع خاصی از خزندگان باشند. وی سپس با دیرینه‌شناس انگلیسی ریچارد اوون ارتباط برقرار کرد. اوون به او توصیه کرد که از یافته‌ها به عنوان یک سرده جدید نام ببرد. اوون با اشاره به انگشت شست بلند زیاد حیوان، نام Megadactylus را به معنی "انگشت بزرگ" را به او ارائه کرد. خود هیچکاک جونیور با اشاره به این واقعیت که پدرش سالها بیهوده در پی کشف هویت این گونه بود، نام polyzelus را (به معنی بسیار مورد جستجو) برای گونه ای از این سرده انتخاب کرد.

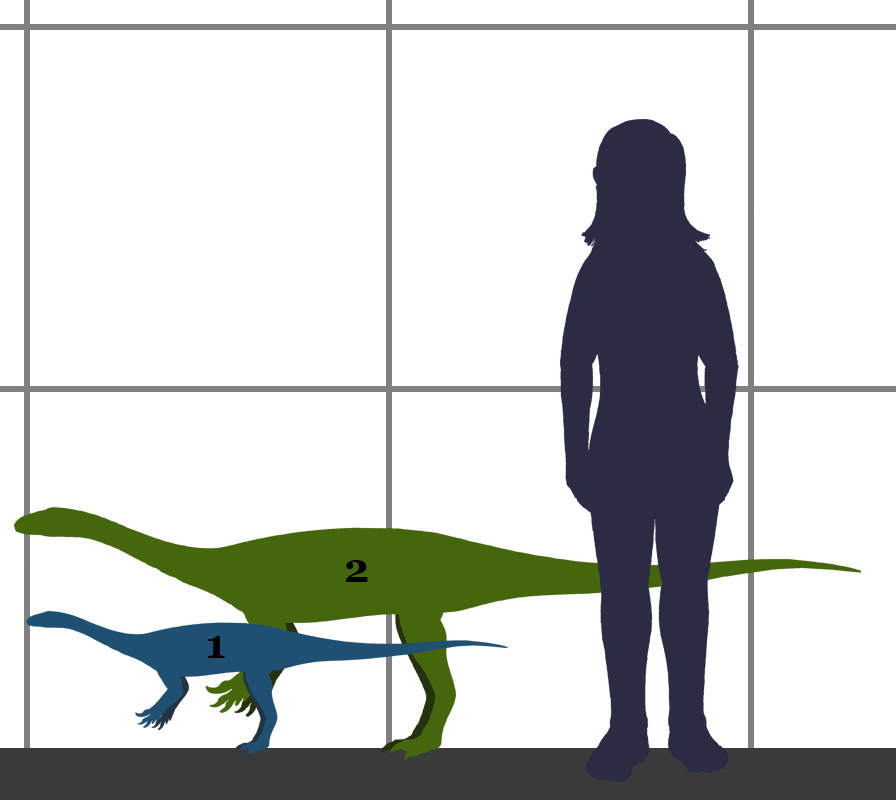
اندازه آنکیسور، در مقایسه با یک انسان.